# Vicky Meitei
Vicky Meitei (sinh ngày 27 tháng 2 năm 1997) is an Indian professional Tiền vệ cho Gokulam Kerala FC ở I-League.

## Sự nghiệp

### Guwahati F.C.
Tại I-League 2015–16 Vicky thi đấu ở vị trí Tiền vệ cho Guwahati F.C. ở I-League 2nd Division

### Fateh Hyderabad A.F.C.
Sau đó that Vicky gia nhập Fateh Hyderabad A.F.C ở I-League 2nd Division với vị trí tiền vệ.

### Gokulam FC
Vào tháng 1 năm 2017, Vicky gia nhập đội bóng mới Gokulam Kerala FC.

## Thống kê sự nghiệp
| Câu lạc bộ             | Mùa giải            | Giải vô địch          | Giải vô địch | Giải vô địch | Cúp Liên đoàn | Cúp Liên đoàn | Cúp Durand | Cúp Durand | AFC     | AFC       | Tổng    | Tổng      |
| Câu lạc bộ             | Mùa giải            | Hạng đấu              | Số trận      | Bàn thắng    | Số trận       | Bàn thắng     | Số trận    | Bàn thắng  | Số trận | Bàn thắng | Số trận | Bàn thắng |
| ---------------------- | ------------------- | --------------------- | ------------ | ------------ | ------------- | ------------- | ---------- | ---------- | ------- | --------- | ------- | --------- |
| Guwahati F.C.          | I-League 2015–16    | I-League 2nd Division | 5            | 0            | 0             | 0             | 0          | 0          | 0       | 0         | 0       | 0         |
| Fateh Hyderabad A.F.C. | I-League 2016–17    | I-League 2nd Division | 16           | 0            | 0             | 0             | 0          | 0          | 0       | 0         | 0       | 0         |
| Gokulam Kerala F.C.    | I-League 2017–18    | I-League              | 8            | 0            | 0             | 0             | 0          | 0          | 0       | 0         | 0       | 0         |
| Tổng cộng sự nghiệp    | Tổng cộng sự nghiệp | Tổng cộng sự nghiệp   | 29           | 0            | 0             | 0             | 0          | 0          | 0       | 0         | 0       | 0         |